# Ovillers Military Cemetery
Ovillers Military Cemetery is een Britse militaire begraafplaats met gesneuvelden uit de Eerste Wereldoorlog, gelegen in het Franse dorp Ovillers-la-Boisselle (departement Somme). De begraafplaats werd ontworpen door Herbert Baker en ligt aan de Rue Bréart de Boisanges op 500 m ten zuidwesten van het dorpscentrum (Église Saint-Vincent). Ze heeft een rechthoekig grondplan met een oppervlakte van ruim 9.700 m² en wordt aan drie zijde omsloten door een lage bakstenen muur. De begraafplaats ligt iets hoger dan het straatniveau waardoor men het terrein bereikt via een trappartij met 8 treden, een terras waarop het Cross of Sacrifice staat en opnieuw 5 treden. Aan het eind van het middenpad staat tegen de noordelijke muur de Stone of Remembrance. Aan de straatzijde staan op beide hoeken een schuilhuisje in witte natuursteen met een gebogen tentdak in dezelfde steensoort. Het linker huisje herbergt het registerkastje. 
Er liggen 3.559 doden begraven waaronder 2.480 niet geïdentificeerde.
De begraafplaats wordt onderhouden door de Commonwealth War Graves Commission.

## Geschiedenis
Op 1 juli 1916, de eerste dag van de Slag aan de Somme, viel de 8th Division het dorp Ovillers en de 34th Division het dorp La Boisselle aan. De dorpen werden niet veroverd, maar er werd terrein gewonnen tussen de dorpen en ten zuiden van La Boisselle. Op 4 juli ontruimde de 19th (Western) Division La Boisselle en op 7 juli veroverde de 12th (Eastern) en de 25th Divisions een deel van Ovillers. Het dorp werd op 17 juli ontruimd door de 48th (South Midland) Division. De twee dorpen gingen echter verloren tijdens het Duitse lenteoffensief in maart 1918, maar werden op 24 augustus daaropvolgend door de 38th (Welsh) Division heroverd. De begraafplaats werd voor de verovering van Ovillers aangelegd als frontbegraafplaats, dicht bij een verbandpost. Ze werd tot maart 1917 gebruikt. Tegen die tijd bevatte ze 143 graven (ongeveer de helft van Perk I). Na de wapenstilstand werd de begraafplaats flink uitgebreid met graven die voornamelijk afkomstig waren van de slagvelden rond Pozières, Ovillers, La Boisselle en Contalmaison, en van twee ontruimde begraafplaatsen: Mash Valley Cemetery (76 doden) en Red Dragon Cemetery (25 doden), beide in Ovillers-la-Boisselle. Er werden toen ook 120 Franse slachtoffers begraven.
Onder de geïdentificeerde doden zijn er 908 Britten, 26 Canadezen, 17 Australiërs, 7 Zuid-Afrikanen en 1 Nieuw-Zeelander. Er liggen ook 120 Franse militairen begraven.
Voor 24 slachtoffers werden Special Memorials opgericht omdat hun graven niet meer gelokaliseerd konden worden en men neemt aan dat zij zich onder naamloze grafzerken bevinden. Vijfendertig andere slachtoffers die oorspronkelijke in Mash Valley Cemetery begraven waren, worden met een Duhallow Block herdacht omdat hun graven vernietigd werden door later oorlogsgeweld en niet meer teruggevonden.

## Graven

### Onderscheiden militairen
- George Arhur Royston-Pigott, luitenant-kolonel bij het Northamptonshire Regiment werd onderscheiden met de Distinguished Service Order (DSO).
- George Paterson Nunneley, majoor bij het Bedfordshire Regiment, Reginald Cameron Lewis, kapitein bij het Royal Berkshire Regiment en J.B. Hoyle, luitenant bij het South Lancashire Regiment werden onderscheiden met het Military Cross (MC).
- de sergeanten William Thomas Croft (Middlesex Regiment)) en A.F. Norton (Royal Field Artillery) werden onderscheiden met de Distinguished Conduct Medal (DCM).
- nog 13 militairen werden onderscheiden met de Military Medal (MM).

### Minderjarige militairen
- schutter R. Power(Royal Irish Rifles), soldaat Cecil Douglas Davis (Middlesex Regiment) en soldaat James Walters (Royal Fusiliers) waren 16 jaar toen ze sneuvelden.
- de soldaten George Henry Adams (Royal Warwickshire Regiment) en Leonard Edward Neat (Essex Regiment) waren 17 jaar toen ze sneuvelden.

### Aliassen
Vijf militairen dienden onder een alias:
- korporaal John Powell als B. Smith bij het Middlesex Regiment.
- schutter Thomas McEvoy als T. McDonald bij de Royal Irish Rifles.
- soldaat Ernest Evans als E. Smith bij het Royal Berkshire Regiment.
- soldaat George Henry Adams als Bernard Adams bij het Royal Warwickshire Regiment.
- soldaat Silas Rummins als George Jones bij de Canadian Infantry.